# Ilfenesh Hadera
Ilfenesh Hadera (1 de desembre de 1985) és una actriu estatunidenca coneguda pel seu paper com a Stephanie Holden a la pel·lícula de 2017 Baywatch. També ha actuat a les pel·lícules de Spike Lee, Chi-Raq i Oldboy, així com Show Me a Hero d'HBO i Chicago Fire de l'NBC.
Ilfenesh Hadera va néixer l'1 de desembre de 1985 filla d'una acupuntora de Nova Anglaterra i d'un refugiat d'Etiòpia fundadors de l'organització ASC amb l'objectiu d'ajudar els immigrants africans perquè poguessin establir-se a Nova York. Va estudiar al Harlem School of the Arts de Nova York. Obtingué el primer paper el 2010 a la pel·lícula 1/20. També aparegué a les sèries de televisió com Blacklist, Billions o Show Me A Hero. El 2013, es va donar a conèixer sota la direcció de Spike Lee al film Old Boy un remake de la pel·lícula coreana amb el mateix nom, i dos anys després en el film Chi-Raq juntament amb Samuel L. Jackson. El 2017, Ilfenesh interpretà a Stephanie Holden a Baywatch, l'adaptació cinematogràfica de la sèrie de televisió amb el mateix nom.